# Hero Hitler in Love

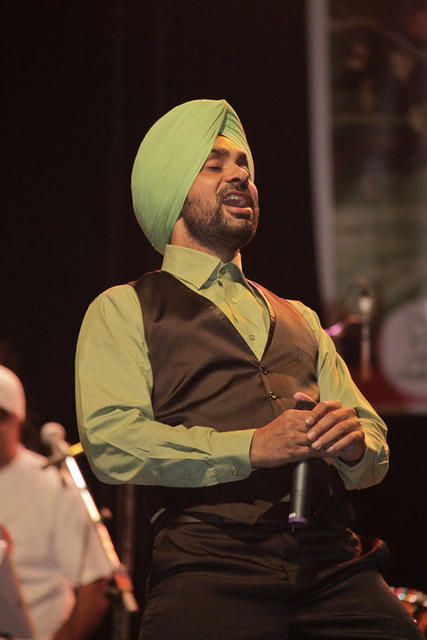
Babbu Maan, der Hauptdarsteller und Sänger in einem Konzert 2010

Hero Hitler in Love (Panjabi ਹੀਰੋ ਹਿਟਲਰ ਇਨ ਲਵ, übersetzt: Der Held Hitler verliebt) ist eine indische Liebeskomödie aus dem Jahr 2011. Regie in dem Panjabi-Film führte Sukhwant Dhadda. Autor der Geschichte war der Sänger Babbu Maan, der sowohl das Drehbuch und die Filmmusik schrieb als auch die Hauptrolle übernahm. Die Filmkomödie kam am 18. November 2011 in Indien in die Kinos. Maan Films war für den Verleih zuständig. Am 28. November veröffentlichte Point Zero Entertainments den Soundtrack zum Film. Das letzte Lied im Film heißt ebenso „Hitler“ (Refrain: Hitler in love oh baby). Der Film enthält genretypisch zahlreiche musikalische Tanzszenen.

## Handlung
Der Hauptcharakter des Films, ein junger Inder mit dem Spitznamen „Hitler“, ist in seinem Heimatdorf ein geachteter Mann, der sich stets für seine Mitbürger einsetzt. Als er sich jedoch in die Pakistanerin Sahiban verliebt und sie ins Dorf bringen will, wendet sich das Dorf gegen ihn. „Hitler“, der Probleme stets im Gespräch lösen will, verwandelt sich, wenn ihn etwas frustriert, in einen kalten brutalen Menschen, in eine Art Adolf Hitler. Nachdem er bei einem Autorennen betrogen wurde, versucht er seine Ehre wiederherzustellen und seine Angebetete zurückzugewinnen. Am Ende gelingt es „Hitler“ sogar das Verhältnis der beiden Nationen Indien und Pakistan zu verbessern.
Der Filmstart wurde von einer Facebookfanseite und einem Twitter-Account begleitet.

## Kontroverse
Der Titel des Films wurde weltweit kritisiert. Maan erklärte, dass der widersprüchliche Name „Hero Hitler“ ironisch eingesetzt wurde, da Hitler in Indien für „Schurkentum und Hass“ stünde. Bei der Verwendung des Namens ginge es nicht um die historische Figur, sondern darum, was man in Indien mit dem Begriff assoziiert. Im Englischen wird der Begriff „nazi“, neben der inhaltlichen Verwendung, für Menschen benutzt, die fanatisch auf eine Art Korrektheit pochen (z. B. „grammar nazi“). In Indien hingegen wird ein sehr strenger Mensch als Hitler bezeichnet.
Viele Menschen in Südasien haben zudem wenig Wissen über den Holocaust und sehen in Hitler einen großen Staatsmann in der Zeit, als Indien vom geschwächten England unabhängig wurde. (Ein indischer Parlamentsabgeordneter heißt Adolf Lu Hitler Marak.) Hitlers Benutzung der Swastika, einem alten hinduistischen Glückssymbol, und sein Bezug zu den Ariern fallen in Teilen Indiens auf wohlwollende Anerkennung.
Der Historiker Christian Hartmann, unter dessen Federführung die kommentierte Version von Hitlers Mein Kampf erschien, möchte durch Aufklärung dafür sorgen, dass solche Filmtitel in Deutschland nicht herausgebracht werden. Hitler hat trivialisiert als Sujet den Mainstream erreicht.

## Werke mit ähnlichen Titeln
Unter dem Titel „Hitler in Love“ veröffentlichte der Spanier Hernán Migoya 2009 einen Comic über Adolf Hitler als jungen Mann als Diktator. Ebenfalls unter dem Titel „Hitler in Love“ veröffentlichte Dumitru Acris ein Kammerstück über Hitlers letzte Tage im Bunker.